# Luís Carlos Vinhas
Luís Carlos Parga Rodrigues Vinhas, noto come Luís Carlos Vinhas (Rio de Janeiro, 19 maggio 1940 – Rio de Janeiro, 22 agosto 2001), è stato un pianista e compositore brasiliano.

## Biografia
Vinhas si avvicinò allo studio del pianoforte all'età di quattro anni, e fino a otto si dedicò alla musica classica. In seguito, nel 1957 si unì al gruppo di musicisti che diedero vita al fenomeno della bossa nova. L'anno dopo frequentò assiduamente il Beco das Garrafas, la zona di Rio dove si trovavano i club musicali nei quali Vinhas prese a esibirsi, e nello stesso periodo incise il successo di Roberto Menescal e Ronaldo Bôscoli O barquinho. Successivamente formò il gruppo Bossa Três insieme al bassista Tião Neto e al batterista Edison Machado, e con il trio andò in tournée negli Stati Uniti dove fece anche un'apparizione all’Ed Sullivan Show. Dopo aver inciso tre album, nel 1964 fece ritorno in Brasile dove continuò a suonare con il trio o, in altre circostanze, accompagnando al piano artisti di fama come Jorge Ben, il Quarteto em Cy, Wilson Simonal, Maysa ed Elis Regina. Risale a quell'anno l'incisione di O som, con Meirelles e i Copa 5, e del suo disco solista d'esordio Novas estruturas.
Nel 1966 la formazione dei Bossa Três andò incontro a radicali cambiamenti: a Vinhas si affiancarono Otávio Baily al basso e Ronie Mesquita alla batteria in sostituzione dei componenti originari. Con il trio fiancheggiato dai vocalist Pery Ribeiro e Leny Andrade – quintetto che assunse il nome di Gemini V – Vinhas si portò in Messico dove ebbe modo di realizzare incisioni e di effettuare tournée nel Paese. Tornato in Brasile nel 1968, registrò O som psicodélico de Luis Carlos Vinhas. Fra il 1969 e il 1971, il pianista fu un richiesto sideman nei locali più in vista di Rio de Janeiro e di San Paolo, chiamato ad accompagnare stelle della musica come Ella Fitzgerald, George Benson, Sarah Vaughan, Julio Iglesias, Barry White e Frank Sinatra.
Fu protagonista nel 1994 dello spettacolo Noites cariocas, nel quale raccontava la storia della bossa nova alternando la narrazione a esecuzioni musicali al pianoforte. L’esibizione ebbe repliche che durarono sei mesi costituendo un’attrazione stimolante per i turisti, e dette luogo al CD Vinhas e bossa nova. L’anno seguente si recò in Italia per prendere parte a un ciclo di rappresentazioni, e vi rimase per un anno. Nel 1996 era fra i nomi della raccolta Tempo de bossa nova, e l’anno dopo venne pubblicato Piano na mangueira, in cui Vinhas riprendeva motivi composti da autori per la Scuola di Samba.
Nel 2000 fu a fianco di Wanda Sá; con la cantante e con Tião Neto al basso e João Cortez alle percussioni, incise Wanda Sá & Bossa Três. Il CD conteneva fra le altre composizioni Errinho à toa, di Roberto Menescal e Ronaldo Bôscoli, Brisa do mar di João Donato e Abel Silva, Canção que morre no ar di Carlos Lyra e Ronaldo Bôscoli e Zanga zangada di Edu Lobo e Ronaldo Bastos, oltre a In the moonlight di John Williams e Alan Bergman.
Luís Carlos Vinhas è morto il 22 agosto 2001 per una crisi cardiorespiratoria, dopo avere subito delle operazioni di chirurgia per intervenire su tre ernie cervicali. Il giorno dopo, il senato federale brasiliano ha voluto pubblicamente commemorare la scomparsa dell’artista, ricordandone il talento e il carattere innovativo della sua musica.

## Discografia

### Album
- 1962 - Bossa Três
- 1965 - Bossa Três em Forma
- 1966 - Gemini 5
- 1968 - O som psicodélico de Luis Carlos Vinhas
- 1970 - Luis Carlos Vinhas no Flag
- 1970 - Chovendo na roseira
- 1977 - Luis Carlos Vinhas
- 1982 - Baila com Vinhas
- 1986 - O piano mágico de Luis Carlos Vinhas
- 1989 - Piano maravilhoso
- 1994 - Vinhas e bossa nova
- 1997 - Piano na Mangueira
- 2000 - Wanda Sá & Bossa Três[5]